# Hughes Brazo
Brazo ([ˈbrʌsoʊ], чит. «Бра́со», в значении «рука») — противорадиолокационная ракета класса «воздух-воздух», разрабатывавшаяся в 1970-х годах по заказу ВМC США. Созданная на базе AIM-7 Sparrow, ракета успешно прошла испытания, но из-за ряда принципиальных ограничений самой концепции не была запущена в серию.

## Описание
В 1970-х годах ВМС США заинтересовались концепцией ракеты «воздух-воздух» с пассивной головкой самонаведения, то есть наводящейся на излучение бортового радара неприятельского самолёта. Подобные ракеты, по мнению инженеров, могли бы быть эффективным оружием против тяжёлых перехватчиков вроде МиГ-25, оснащённых мощными радиолокационными станциями (головка самонаведения ракеты была сконструирована специально для наведения на излучение бортовой РЛС указанного истребителя). Предполагалось, что ракеты будут применяться во встречных лобовых атаках по принципу «выстрелил и забыл»: американский самолёт, использующий ракеты с пассивным наведением, мог бы сразу же после пуска начать манёвр уклонения, в то время как вражеский самолёт, оснащённый лишь ракетами с полуактивным наведением, вынужден был бы продолжать лететь прежним курсом, чтобы не сорвать наведение собственных ракет — и его работающая РЛС стала бы лёгкой мишенью для Brazo. Основой для новой ракеты стала уже освоенная в производстве AIM-7 Sparrow, которую оснастили пассивной радиолокационной головкой наведения. Предполагалось, что ракета сможет поразить противника на дистанции до 30 км.
Проведённые в 1974 году испытания доказали работоспособность концепции. Ракета надёжно захватывала цель — специально оснащённый беспилотный самолёт-мишень AQM-34. Весной 1975 года была продемонстрирована возможность успешного перехвата на предельной дистанции. Но дальнейшего развития программа пассивных ракет «воздух-воздух» не получила: критики программы указывали на то, что основной парк истребителей СССР и Китая (главных потенциальных противников в то время) представлен самолётами моделей 1950-х, не оснащёнными достаточно мощными РЛС.